# Il giardino incantato (film 1952)
Il giardino incantato (Jack and the Beanstalk) è un film del 1952, diretto da Jean Yarbrough e interpretato dalla coppia di comici Bud Abbott e Lou Costello, meglio noti in Italia come Gianni e Pinotto.

## Trama
Gianni e Pinotto devono badare ad un bambino. Pinotto dovrebbe leggergli la fiaba del "fagiolo magico", ma poi è il bambino a leggergliela. Pinotto si addormenta e la sogna, coi personaggi della realtà, tra cui lui e Gianni.
Nel regno fantastico è accaduto un disastro: il gigante crudele di un castello ha rubato tutto l'oro dei sovrani e lo tiene custodito in un luogo segreto. Il re e la regina, non sapendo che fare, decidono di far sposare la principessa loro figlia con un nobile forestiero con cui la ragazza non ha mai avuto nessun rapporto d'amicizia. Nei quartieri bassi della città intanto Pinotto si reca dal macellaio Gianni per barattare la sua vacca con un po' di soldi per la famiglia.
L'astuto Gianni per imbrogliarlo gli consegna solo cinque fagioli, prendendosi la mucca, confidando a Pinotto di non avvilirsi perché sono magici. Lo sciocco Pinotto corre a casa dalla madre per mostrare i fagioli, la donna lo prende per uno scemo e lo rimprovera. Quella notte, Pinotto tuttavia decide di piantare i fagioli e così in breve tempo dal buco scavato nasce un enorme fusto che cresce e cresce fino ad arrivare al cielo.
Il curioso Pinotto trascina anche il povero Gianni nella sua strampalata avventura di salire la pianta fino alla cima. Giunti oltre la Volta Celeste, Gianni e Pinotto scoprono un castello gigante dove vive il mostro che ha rubato l'oro ed inoltre ha rapito la vacca e la principessa del regno incantato. Animati dallo spirito d'avventura, Gianni e Pinotto entrano nella magione ma vengono catturati dal gigante che li pone in un vaso.
Aiutati da una brava domestica, Gianni, Pinotto, la vacca e la principessa riescono a fuggire, non senza aver rubato delle gemme e le preziose uova d'oro dell'oca Nellie. Scesi sulla Terra, sempre inseguiti dal gigante, Gianni e Pinotto tagliano il fusto della piana di fagioli, facendo precipitare il tiranno.
Proprio sul più bello del sogno, quando Pinotto sta per sposarsi con la principessa, ereditando le ricchezze del regno, viene svegliato dal bambino che lo percuote sulla testa con una bottiglia. Una seconda fragorosa botta sul capo riporterà Pinotto nel suo sogno incantato.

## Produzione
Il film fu girato a colori, con un prologo e un epilogo virato in seppia, nello stile del film Il mago di Oz. Il limitato budget della Universal non avrebbe consentito l'uso del colore, ma Abbott e Costello decisero di autoprodurre il film pur di poterlo realizzare come avrebbero voluto. Per l'occasione vennero utilizzati molti dei set costruiti per Giovanna d'Arco.